# Косинский, Андрей Станиславович
Андрей Станиславович Косинский (28 мая 1929, Москва — 13 марта 2018, Москва) — советский и российский архитектор. Участник восстановления Ташкента после землетрясения 1966 года.

## Биография
Родился в Москве в 1929 году в семье советских служащих. Родители: Станислав Генрихович Косинский (1900—1938), репрессирован 1 января 1937 г., и Калерия Александровна Несмеянова (1905—1975). В 1954 году с отличием окончил Московский архитектурный институт. С 1954 по 1957 год работал в ГИПРОГОР, где участвовал в разработке генеральных планов Сталинграда, Омска и Минеральных Вод. Затем, до 1960 года преподавал архитектурную графику и дипломное проектирование в Строительном техникуме Мосгорисполкома.
С 1960 года по 1966 год работал в архитектурной мастерской № 11 управления «Моспроект-1». Совместно с архитекторами Павлом Петровичем Зиновьевым и Львом Алексеевичем Соколовым спроектировал лабораторный корпус ЦНИИТМАШ, лабораторно-административный корпус завода имени Лихачёва и комплекс корпусов завода — ВТУЗ того же завода (все в Москве, осуществлены). Тот же коллектив выполнил проект застройки Таганской площади с полным ярусным разделением автомобильного и пешеходного движения. Принимал участие в разработке серии типовых общественных зданий для сельского строительства.
В 1960 году спроектировал два жилых квартала в московском районе Нагатино. В этой застройке был впервые применён приём свободного размещения цветовых масс красного и светлого кирпича по фасадам девятиэтажныж домов (т. н. «суперграфика»), с ориентацией их в направлении памятников XVI века на территории заповедника «Коломенское».
Принимал участие во всесоюзных конкурсах на проекты памятника Ленину, монумента в честь воссоединения Украины с Россией, памятника Победы, памятника Лермонтову в Москве, музея Циолковского и других.
После Ташкентского землетрясения 1966 года был откомандирован в столицу Узбекистана, где проработал в институте ТашГИПРОГОР до 1980 года. При проектировке зданий Косинский старался сочетать модернистский стиль и национальные мотивы, а также придерживался идеи зависимости архитектурных форм от факторов места и времени.
В 1971—1980 гг. авторский коллектив под руководством Косинского выполнил проекты застройки 2,5-километровой улицы Богдана Хмельницкого (ныне ул. Бабура), национальной бани «Хамом» в старом городе, реконструкции здания старой крепости. Также разработаны и введены в действие проекты девятиэтажных типовых жилых домов с изменяемой архитектурой фасадов серии 1-ТСП.
Косинский предложил и ввёл в архитектурный оборот: идею гидроизолирующего основания, делающего здание — «дом-поплавок» — неподверженным сейсмическим толчкам (гостиница центра в Чиланзаре); тему «климатических стен», позволяющих снизить в перегревный период на 4-6 градусов температуру жилых помещений в сборных железобетонных домах (жилой дом по ул. Богдана Хмельницкого в Ташкенте); принцип энергосберегающего «дома-термоса» (дом народных художественных промыслов в Бухаре); возможность самоохлаждения здания — «потеющий дом» (баня-хамом в Ташкенте); предложить способы значительного повышения плотности городской застройки без понижения комфорта проживания.
Многие из этих работ были выполнены при авторском участии студентов архитектурного факультета Ташкентского Политехнического и Московского архитектурного институтов, где Косинский преподавал с 1966 по 1978 и с 1980 по 1990 годы.
С 1980 года руководил проектной мастерской объёмного проектирования института ГИПРОГОР, заведовал научно-проектной лабораторией центрального института теории и истории архитектуры — ЦНИИТИА, руководил мастерской ЗАО «Капстройпроект», и проектной фирмой «Архитектурная мастерская профессора А. С. Косинкого».
В Москве под руководством Косинского разрабатывались экологические проекты пансионата в Дагестане и пионерского лагеря под Геленджиком (1980—1982 гг.), ряд проектов жилых кварталов с высокой плотностью застройки в Волгодонске (1982—1988 гг.). Выполнена научная тема высокоплотной малоэтажной городской застройки (1988—1992 гг.).
Косинский выдвинул тезис об отказе архитектора-проектировщика от «свободного» формотворчества и об утверждении его в роли «посредника» между природой и обществом.
Изложенная Косинским на II Всемирном биеннале Архитектуры «Интерарх-83», эта концепция получила высокое международное признание (Золотая медаль) и в 1984 г. была защищена диссертацией «Архитектурная форма зависимости от факторов места и времени» на соискание учёной степени кандидата архитектуры.
В 2011 году избран действительным почётным членом Международной академии архитектуры. В 2010 году за участие в экспериментальном спектакле «Я думаю о вас» (реж. Дидье Руис) в составе авторского коллектива награждён премией «Золотая Маска».
Автор ряда статей по проблемам архитектуры в специализированных изданиях.
Член Союза архитекторов СССР с 1963 года. Член совета ЦДРИ.
Скончался в Москве 13 марта 2018 года.

## Проекты
- 14-й квартал Нагатино. Первый опыт суперграфики (Москва);
- Административно-лабораторный корпус и завод ВТУЗ завода имени Лихачёва (Москва);
- Лабораторный корпус ЦНИИТМАШ (Москва);
- Реконструкция Таганской площади (Москва, не осуществлён);
- Дом творческих союзов (Ташкент);
- Комплекс народных художественных промыслов «Усто-базар» (Бухара);
- Торгово-общественный центр Чиланзарского района (Ташкент);
- Проект застройки Чиланзарского района в Ташкенте. В соавторстве. (1970 год).
- Застройка улицы Богдана Хмельницкого (ныне ул. Бабура, Ташкент);
- Проект реконструкции Старого Города и экспериментального квартала «Калькауз» (Ташкент, не осуществлён);
- Национальная баня «Хамом» (Ташкент);
- Здание «Лукойл-нефтегазстоя» (Москва);
- Жилой дом в посёлке Раздоры (Москва);
- Отель «Югорская долина» (Ханты-Мансийск);
- Храм в память 1000-летия крещения Руси;
- Дошкольное учреждение на 160 мест (Зеленоград, 2010);
- Школа на Миллионной ул. (Москва, 2010);
- Жилой дом в пос. Косино (2011).

## Статьи
- О цветовом решении района Нагатино. Строительство и архитектура Москвы № 6, 1964;
- Польза! Прочность! Красота? Литературная газета № 42, 15.10.1975;
- Ремесло или искусство? Архитектура № 14, 11.07.1976;
- В чём же правда архитектуры? Декоративное искусство СССР № 6, 1979;
- Гимнастика ума или трепет сердца? Архитектура № 16, 01.02.1982;
- Посредник между природой и обществом. Архитектура № 16. 31.07.1983.
- Второе международное биеннале архитектуры. Из выступления А. Косинского. Архитектура СССР № 1-2, 1984;
- Не снять ли с полки проект «Калькауз»? Архитектура № 23, 16.11.1986;
- От функции к метафункции. Архитектура СССР № 1, 1990;
- Архитектура и здравый смысл. Архитектурный вестник АВ: (81) 2004;
- Motivirung der architektonischen Form. Architektektur der DDR № 1,1983;
- Ma ci nema architektura prekonavat zemepisne hranice? Ceskoslovensky architect № 1,1982. (совместно с С. О. Хан-Магомедовым)